# アルクビエレ・ドライブ
アルクビエレ・ドライブ（Alcubierre drive）は、メキシコ人の物理学者ミゲル・アルクビエレが提案した、アインシュタイン方程式の解を基にした空想的アイディアである。これによれば、もし負の質量といったようなものが存在するなら、ワープないし超光速航法が可能となる。
発表以来、それを基にした論文がたびたび発表され、物理学界の片隅で今もなお議論が行われているテーマである。

## 概要

Alcubierreのワープ原理の直観的イメージ。

アルクビエレのアイデアは、直感的に表現すると船の後方で常に小規模なビッグバンを起こしつつ船の前方で常に小規模なビッグクランチを生じさせ、光より速く船を押し流すような時空の流れを生み出そうというシンプルかつダイナミックなものであった。川にボトルシップを浮かべ、進行させたい方向とは逆である船体後方水面に投石し、流していくようなイメージである。シャクトリムシの移動イメージにも似ている。
これに対し1997年、タフツ大学のMichael J. PfenningとL. H. Fordは「時空歪曲という工程が、宇宙にある全エネルギーの100億倍のエネルギーを要すため現実ではワープは理論上、実現不可能」という趣旨の論文を発表した。光速を超えるような大きな時空の伸縮は現在知りうる物理学の範囲では、たとえ小規模でもエネルギーがかかりすぎるという結論である。
しかしアルクビエレのワープドライブは数ある超光速航法に関する論文の中でも比較的現実味があり、原案が否定され他にも様々な問題点が見つかった今に至っても改良案や応用案がたびたび議論されている。

## 物理学的考察

### 基礎理論

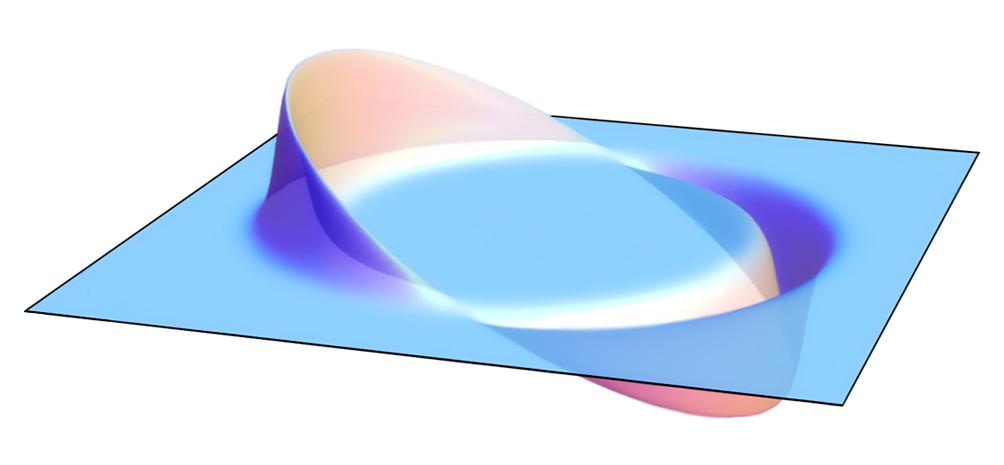
Alcubierreのワープドライブにおける時空の膨張と収縮。3次元空間が1枚の平面に圧縮され、面から上が時空の膨張、面から下が収縮を表す。円の中心に宇宙船が配置され、平面の手前の辺に沿って左から右にx軸方向を、奥へ向かう辺に沿ってρをそれぞれ取る。

1994年、アルクビエレは一般相対性理論の記述形式の一つである3+1形式から出発し、『スタートレック』のワープ航法をヒントにして次のような形の計量（直感的に言えばこの場合は時空の歪み方）を考案した。
{\displaystyle {\begin{aligned}ds^{2}&=g_{\alpha \beta }dx^{\alpha }dx^{\beta },\\&=-dt^{2}+\left[dx-v_{s}(t)f(r_{s}(t))dt\right]^{2}+dy^{2}+dz^{2},\\\end{aligned}}}
{\displaystyle f(r_{s})={\frac {\tanh \left(\sigma (r_{s}+R)\right)-\tanh \left(\sigma (r_{s}-R)\right)}{2\tanh(\sigma R)}},}
{\displaystyle r_{s}(t)={\sqrt {(x-x_{s}(t))^{2}+y^{2}+z^{2}}}.}
ここにおいて {\displaystyle x_{s}(t)\,} はワープ計量の中心の位置（すなわちワープ航宙船の位置）、 {\displaystyle r_{s}(t)\,} はその中心からの距離、 {\displaystyle v_{s}(t)=dx_{s}(t)/dt\,} はワープ速度、 {\displaystyle R\,} はワープ計量の半径、 {\displaystyle f(r_{s}(t))\,} はワープ計量の形状、 {\displaystyle \sigma \,} は空間伸縮が行われているワープの壁の厚みに関する尺度を、それぞれ表している。上式は万有引力定数および光速度が {\displaystyle G=c=1\,} の幾何学単位系を用いて記述されている。
なお、 {\displaystyle f(r_{s}(t))\,} の表式は閉じた因果曲線を描かない、つまりタイムマシンができてしまわないように双曲線関数が選ばれたに過ぎず、基本的には以下の条件
{\displaystyle \lim _{\sigma \rightarrow \infty }f(r_{s}(t))={\begin{cases}1,&{\mbox{for}}\quad r_{s}\in [-R,R],\\0,&{\mbox{otherwise}},\end{cases}}}
のように、大きな {\displaystyle \sigma \,} に対して急速に変化するものであれば任意の関数でよい。

このようにして定義された計量の測地線方程式を解くと、このワープバブルが存在する時空中に静止している観測者の4元速度は次のようになる。
{\displaystyle {\frac {dx^{\mu }}{dt}}=u^{\mu }=(1,v_{s}(t)f(r_{s}(t)),0,0),\quad u_{\mu }=(-1,0,0,0).}
そしてこの計量は以下のような非常に面白い性質を持つ。
- 一見すると、ワームホールのような特殊な時空構造を導入することなく通常の自然な時空に局所的かつシンプルな変更を加えるだけで作成できる。
- 宇宙船の固有時間 {\displaystyle \tau \,} と歪みのないミンコフスキー計量にいる観測者の時間 {\displaystyle t\,} との間の関係が {\displaystyle d\tau =dt\,} となる。つまりワープしている観測者と外から見ている観測者との間には時間の差異が存在しない。すなわち静止した状態でワープに突入した宇宙船は、このワープによっていかなるスピードで飛行していようとも加速していない状態が保たれる。
- 宇宙船から一定以上離れた後方の空間が極端に膨張し、前方の空間が極端に収縮するような時空が形成される。これがこのワープによる移動の原理であり、宇宙論において宇宙の膨張は光速を超えることが許されることをメカニズムの基礎としている。すなわち宇宙船の周囲の平坦な時空をバブル状に切り取って、超光速で伝播する特殊な時空の波に乗せてサーフィンをさせるような原理である。
- PfenningとFordの更なる考察によると、バブル中の {\displaystyle f(r_{s}(t))\neq 1\,} である領域ではバブルの中心から {\displaystyle \rho ={\sqrt {y^{2}+z^{2}}}\,} だけ離れるほど速度が不均一となり、バブルの中心に位置する観測者から見てバブルの後方へ押し流しバブルの外へはじき出してしまおうとする圧力が生じる。また、バブルの外に静止している観測者から見るとバブルに隕石などが衝突した場合、バブルの前面でバブルの移動スピードと同じ速度まで加速されバブルの後面で衝突前と同じ速度まで減速されるため、衝突物体はワープバブルに捕獲された間だけの距離を移動するが衝突の前後で運動量は変化しない（ただしバブル表面の時空変化は非常に過激であるので、衝突物体はブラックホールに吸い込まれた時のように潮汐力で粉砕される。すなわち、宇宙船はワープエンジンも含めなるべくバブルの中心に収まるよう設計されねば破壊されてしまう）。

静止観測者から見たこの計量を発生させるために必要なエネルギーは、上記の4元速度とアインシュタイン方程式を用いて以下のように計算される。
{\displaystyle \langle T^{\mu \nu }u_{\mu }u_{\nu }\rangle =\langle T^{00}\rangle ={\frac {1}{8\pi }}G^{00}=-{\frac {1}{8\pi }}{\frac {v_{s}^{2}(t)\rho ^{2}}{4r_{s}^{2}(t)}}\left({\frac {df(r_{s})}{dr_{s}}}\right)^{2}.}
これはすなわち、通常のエネルギーではありえない負のエネルギー密度である。イメージしやすく換言すれば反発力的な重力を帯びたマイナスの質量である。また、表式中に {\displaystyle \rho \,} が表れていることから分かるように、これらのエネルギーは宇宙船の進行方向に対して垂直なリング上に最も多く分布する。つまり宇宙船は自分の周囲に生じさせたエキゾチック物質のリングに誘導されるように宇宙を進むことになる。

### エネルギーの問題

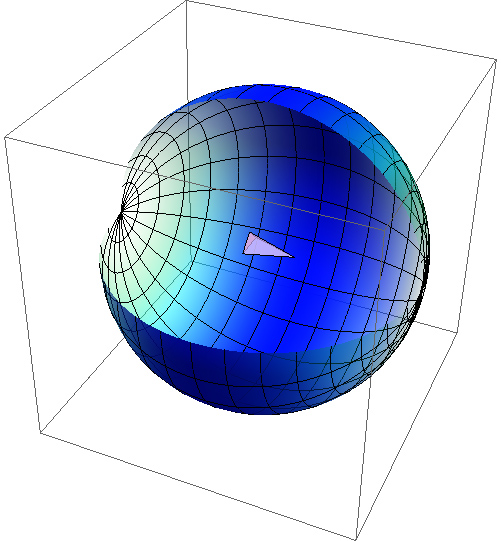
PfenningとFordの考察に基づくバブル上におけるエネルギー密度分布の3次元的な概観。バブルの両極を貫くようにx軸が通っている。バブルは非常に薄いことから密度分布を色で表し、色が濃いほど負のエネルギーの密度は大きい。

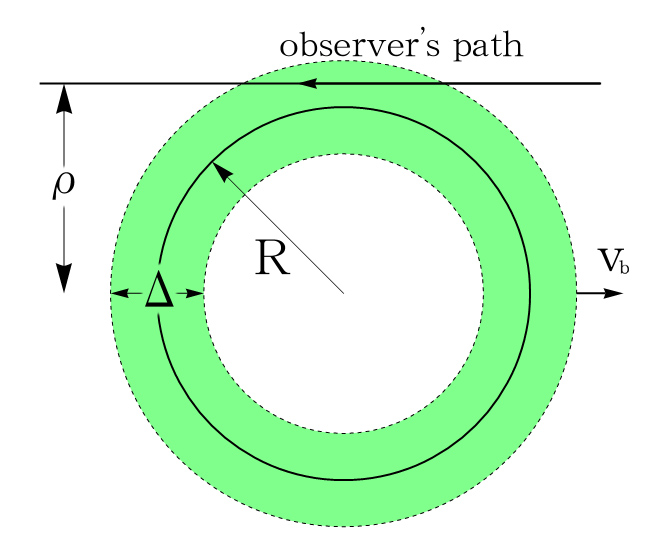
PfenningとFordが近似したワープバブルの概形。これはバブル内に静止した観測者から見た場合であり、バブルの外部に制止している観測者はobserver's pathに沿ってバブルを通過する。

PfenningとFordは量子力学的な制限を考慮に入れつつ上記のエネルギーの数値計算を行った。Pfenning達はまず「弱いエネルギー条件の破れが大きい（大きな負のエネルギーが発生する）ほど、観測者がそれを観測する時間 (sampling time) が短くなる」というQuantum Inequality (QI) と呼ばれる条件（つまり一種の不確定性原理）からワープバブルの厚み {\displaystyle \Delta \,} はきわめて薄くなるだろうと考察し、 {\displaystyle f(r_{s}(t))\,} を次のように近似した。
{\displaystyle f_{p.c.}(r_{s})={\begin{cases}1,&r_{s}<R-{\Delta  \over 2},\\{-1 \over \Delta }(r_{s}-R-{\Delta  \over 2})&R-{\Delta  \over 2}<r_{s}<R+{\Delta  \over 2},\\0,&r_{s}>R+{\Delta  \over 2},\end{cases}}}
この近似、およびsampling time中はワープバブルの移動速度を等速度 {\displaystyle v_{s}(t)\approx v_{b}\,} とみなす近似を用いると、リーマンの曲率テンソルとsampling time の間の関係からsampling time ： {\displaystyle t_{0}\,} は以下のように求まる。
{\displaystyle t_{0}=\alpha {\frac {2\Delta }{{\sqrt {3}}v_{b}}},\quad 0<\alpha \ll 1.}
ここで {\displaystyle \alpha \,} は {\displaystyle t_{0}\,} の小ささを記述するための係数である。これをQI条件に用い、いくらかの近似を行うことでワープバブルの厚み {\displaystyle \Delta \,} の上限が以下のように求まる。
{\displaystyle \Delta \leq {3 \over 4}{\sqrt {3 \over \pi }}{v_{b} \over \alpha ^{2}}.}
ここで、たとえば {\displaystyle \alpha =1/10\,} とすればプランク長を {\displaystyle L_{Planck}\,} として次のようになる。
{\displaystyle \Delta \leq 10^{2}v_{b}L_{Planck}.}
すなわち、ワープバブルの壁はきわめて薄くなければならないと予想される。厚みに関する条件がわかったので、この条件を用いて {\displaystyle f_{p.c.}(r_{s})\,} で記述される計量のエネルギー計算が可能となる。エネルギー {\displaystyle E\,} の表式は {\displaystyle x_{s}(t)=v_{b}t\,} として {\displaystyle t=0\,} の場合を考えることで一般性を保持したまま単純化され、以下のようになる。
{\displaystyle {\begin{aligned}E&=\int dx^{3}{\sqrt {|g|}}\langle T^{00}\rangle ,\\&=-{1 \over 12}v_{b}^{2}\int _{R-{\Delta  \over 2}}^{R+{\Delta  \over 2}}r^{2}\left({-1 \over \Delta }\right)^{2}dr,\\&=-{1 \over 12}v_{b}^{2}\left({R^{2} \over \Delta }+{\Delta  \over 12}\right).\end{aligned}}}
なお、 {\displaystyle r_{s}=r\,} であり、 {\displaystyle g={\mbox{Det}}|g_{ij}|\,} である。ここにバブルの厚みの条件を与え、また実用的なワープバブルとして {\displaystyle R=100\ m\,} と仮定することにより、具体的なエネルギーは以下のようになる。
{\displaystyle E\leq -6.2\times 10^{70}v_{b}L_{Planck}\sim -6.2\times 10^{62}v_{b}\ {\mbox{kg}}.}
我々の住む天の川銀河の質量 {\displaystyle M_{galaxy}=2\times 10^{42}\ {\mbox{kg}}\,} を典型的な銀河の質量とみなすと、このエネルギーは
{\displaystyle E\leq -3\times 10^{20}M_{galaxy}v_{b}}
と記述され、 {\displaystyle v_{b}\sim 1\,} すなわち光速度で飛行するために必要なエネルギー（の絶対値）は現在観測されうる全宇宙に存在するエネルギーの{\displaystyle 10^{10}\,}倍を要すると結論付けられる。一般相対性理論的に考えて現在の宇宙でビッグバンのような過激な時空変化を生じさせたければビッグバンを遥かに超えるエネルギーが必要と言う結果である。
Pfenning達はこの計算を行った締めくくりに、もし何らかの方法でQI条件を回避しバブルの厚みを1メートルにまでできるなら太陽質量の4分の1のエネルギーで、またワープバブルの半径を原子より小さいスケール、たとえば電子1個のコンプトン波長にまで縮小すれば太陽質量の400倍程度にまで削減することが可能であろうと述べている。物理の基本法則を打ち破るかあまりに非実用的な大きさにするかしなければ実現できない（つまり不可能）というわけだ。

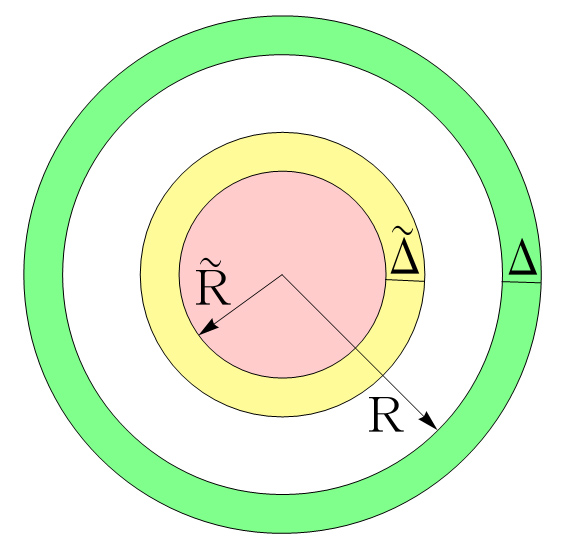
Van Den Broeckが考案したワープバブルの概形。図中のパラメータはバブルの外から見たスケールで計測されている。外側の円はこれまでと同じアルクビエレのワープバブルであり、内側の円が新たなバブルである。内側の円は一種のポケットになっており、外から見た大きさに対してその内部は極度に膨張している。

そこで、バブルのスケールを小さくすることに着目して必要エネルギーの削減を考案したのがChris Van Den Broeckである。彼はアルクビエレの考案した計量に以下のようなわずかな修正を加えた。
{\displaystyle ds^{2}=-dt^{2}+B^{2}(r_{s})\left[\left(dx-v_{s}(t)f(r_{s}(t))dt\right)^{2}+dy^{2}+dz^{2}\right].}
ここで {\displaystyle B(r_{s})\,} は二次微分可能な任意の関数であり、次のような条件付けが為されている。
{\displaystyle {\begin{array}{lcl}\qquad B(r_{s})=1+\alpha &{\mbox{for}}&r_{s}<{\tilde {R}},\\1<B(r_{s})\leq 1+\alpha &{\mbox{for}}&{\tilde {R}}\leq r_{s}<{\tilde {R}}+{\tilde {\Delta }},\\\qquad B(r_{s})=1&{\mbox{for}}&{\tilde {R}}+{\tilde {\Delta }}\leq r_{s}.\end{array}}}
ここでの {\displaystyle \alpha \,} は非常に大きな定数であり、 {\displaystyle {\tilde {R}}\,} は {\displaystyle B(r_{s})\,} が作る新たなバブルの半径、 {\displaystyle {\tilde {\Delta }}\,} はそのバブルの厚みである。そのバブルの外側の {\displaystyle R>{\tilde {R}}+{\tilde {\Delta }}\,} を満たす領域では、これまでの議論通りのアルクビエレのワープバブル
{\displaystyle {\begin{array}{rcl}f(r_{s})=1&{\mbox{for}}&r_{s}<R,\\0<f(r_{s})\leq 1&{\mbox{for}}&R\leq r_{s}<R+\Delta ,\\f(r_{s})=0&{\mbox{for}}&R+\Delta \leq r_{s},\end{array}}}
が形成されている。ただし今回のワープバブルでは {\displaystyle R\,} の設定がPfenning達が仮定した近似と多少異なるので注意が必要である。 {\displaystyle B(r_{s})\,} という補正を加えた目的は、それが形成するバブルの内側の体積を大きく膨張させることにある。イメージとしては四次元ポケットを思い浮かべると非常に分かりやすいであろう。アルクビエレのワープバブルはその内側にいかなるものがあろうとも、バブルを形成する時空の歪みに大きく干渉しない限り時空ごと切り取ってスライドさせてしまうので、このようなことも可能なのである。ここで、Phenning達が計算した厚み {\displaystyle \Delta \,} の条件の下で、同様のエネルギー計算を内と外それぞれのバブルについて行う。まず、上記の条件を満たす {\displaystyle B\,} を以下のように設定する。
{\displaystyle B=\alpha (-(n-1)w^{n}+nw^{n-1})+1,\quad w={\frac {{\tilde {R}}+{\tilde {\Delta }}-r}{\tilde {\Delta }}}.}
今回の仮定では {\displaystyle n=80\,} と設定する。また、そのほかの数値は次のように設定する。
{\displaystyle {\begin{array}{rcl}\alpha &=&10^{17},\\{\tilde {\Delta }}&=&10^{-15}\ m,\\{\tilde {R}}&=&10^{-15}\ m,\\R&=&3\times 10^{-15}\ m.\end{array}}}
この {\displaystyle R\,} はおおよそ電子の古典半径ほどの大きさである。また、このような値を設定すると内側のバブル内の体積は半径 {\displaystyle 100\ m\,} まで膨張する。このとき、外側のバブルのエネルギーの表式はPfenning達の計算過程とまったく同じように導出され、数値を代入すると以下のようになる。
{\displaystyle E_{out}\simeq -6.3\times 10^{29}v_{b}\ {\mbox{kg}}}
また、内側のバブルのエネルギーは {\displaystyle w\,} の値によってその符号を変える。今回の設定では {\displaystyle w>0.981\,} の領域、すなわちバブルの壁の内側に近い部分が正のエネルギーを持ち、それより外側の {\displaystyle 0\leq w\leq 0.981\,} の領域において負のエネルギーを持つ。それらのエネルギーはそれぞれ以下のようになる。
{\displaystyle {\begin{array}{rcl}E_{in,+}&=&4.9\times 10^{30}\ {\mbox{kg}},\\E_{in,-}&=&-1.4\times 10^{30}\ {\mbox{kg}}.\end{array}}}
したがって、これらの総エネルギーはバブルが光速度で移動しているとしても高々太陽質量の数倍程度に抑えられる。また、これらの設定はQI条件も満たしており、計算上はまだワープバブルが実現できる可能性が残ったと言えたわけである。ただし、大きな空間の外側を絞って見かけの大きさを縮めたわけではなく極微な空間の内側を大きく広げたため、その中に入る方法は考慮されていないし、Van Den Broeckも論文内で言及しているが、これらの莫大なエネルギーをエネルギー密度として空間上に配置せねばならず、負のエネルギーの実用化が可能になったとしても果たしてそのような莫大なエネルギーの生成、集中が可能なのかと言うことには疑問が多く残っている。そしてそもそも、負のエネルギー自体がカシミール効果やダークエネルギーという形でしか物理学の領域に登場してこず、現在の見通しとして具体的に取り出すことが不可能であろうと予想されるエネルギーなのである。

### その他の問題、および致命的欠陥
Van Den Broeckが示したようにエネルギー問題は計量の表式を改良することでクリアされる可能性が残されているが、ワープはその他にも様々な問題を抱えている。
まず、ワープバブルの作成方法が明確ではない。ここまでの議論はあくまでワープに必要な計量を先に仮定してそれが現実に存在し維持されるために必要なエネルギー量とエネルギー分布を一般相対性理論を用いて算出したに過ぎず、具体的にどうすればこのような特殊な形状の時空を作成できるのかには言及されていない。
次に、このようなワープバブルは内側から操作することはできない。超光速で移動するワープバブルの外部に制御装置を配置するならばその制御装置はミンコフスキー計量中を超光速で移動することになるし、そもそもD. H. Couleが指摘するように、バブルの境界面で {\displaystyle f(r_{s}(t))\neq 1\,} なる領域を都合よく作り出すためにはまさにそのバブルの境界面から外にかけての領域に負のエネルギーを配置せねばならない。つまりアルクビエレが提案するそのままのワープバブルの原理では、エネルギー発生装置をバブル内に配置するとしても超光速状態でバブルの形状を維持するには発生させたエネルギーがバブルの外で超光速的に走らねばならず、バブルを維持できなくなってしまう。

その問題は計量の作り方を変更することで回避されるかもしれないが、その次にはRobert J. Lowが指摘するように、バブルの前面には事象の地平面のような因果的に隔絶された超曲面が形成され、いずれにせよタキオンのようなミンコフスキー計量中で超光速を実現する相互作用でなければ影響を及ぼせないという問題が待ち構えている。そこから導かれる結論として、ワープバブルの移動に先行してバブル前方の時空を書き換える一般相対性理論的な時空の変化は膨張にせよ収縮にせよ歪みの無いミンコフスキー計量を光速度で伝播する重力波によって行われるため、バブルの移動が光速を超えるとバブルの前面に時空の変化を及ぼすことができなくなり、ワープバブルを用いても加速は光速で頭打ちになってしまう。ワープする計量もまた時空を伝わる波なのだから、音波が超音速で伝わらないように波が伝播する背景の時空の伝播速度は超えられないというわけだ。

しかし、時空の変化が歪みの無い時空における光速度で伝播する場合にも、線形解析を用いる手法では外から見て光速が速いバブルの内部と光速が遅いその外部との接続が滑らかでない不連続面（衝撃波面）を生み出す可能性が残るため、バブル前面に関する考察を簡単に切って捨てるべきではないと言う指摘もあり、さらにこの部分に非線形解析や量子力学的手法を用いることでホーキング放射のようにバブル外へのトンネル効果的なしみ出しを生じさせ、超光速的なバブル作成を実現する可能性もまだ残されてはいる。また、もしかしたらこれもバブル前面の時空の接続方法を上手く取ることで解決されるかもしれない。

このようにバブル前面に関する議論はワープバブルの超光速的な移動に原理的に制限をかけてくるため、解決の困難さはエネルギー問題の比ではなく、計量の局所変化の伝播によるワープを考える上で現状最も致命的な問題である。これらの問題が指摘されて以後、Van Den Broeckはアルクビエレ・ドライブについていくぶん否定的な立場に回っている。
また、因果律的な問題も残っている。前述のようにアルクビエレが選択した計量の形は因果律が閉じないように配慮されているが、計量の作り方においては因果律が閉じるような計量の設定も計算上は制限されない。仮にもっと効率的なバブル型の計量やワームホール型などの他の超光速的移動を可能とする実用的計量が考案されたとしても、それを用いた出発点との往復経路に慣性加速などの多少の変更を加えることで因果律が閉じ、ワープ宇宙船がタイムマシンと化してしまう場合は「親殺しの問題」などの因果律を根底から覆しかねない物理学的に非常に好ましくない問題が生じてくる。もしも物理学的にタイムトラベルが実現するのであればその時はその時で現実に観測される結果に従うことになるのだが、しかし現状ではこのような因果律が混乱する事態はまず有り得ないと見られており、しかもタイムトラベルという結果を導くような計量は不安定ですぐに破壊されてしまうものが多く、ワープ計量を設計する上ではこのような結果を内包する要素は排除することが望ましい。
以上のような問題は、「エネルギーを配置してからその周りの時空変化を算出する」というアインシュタイン方程式の適正な解き方を、「このような時空を仮定すればエネルギーはこうなり因果はこうなる」と筋道だててある意味誤った方向に解いたために生じたものである。すなわちこれら種々の問題が解決されるべき保証は無く、全く筋違いのことを議論している可能性すらある。地に足が着いていない所から理論が展開されている以上、全てが誤りである可能性も常に心に留め置かねばならない。

### 異なる試み
先述のように一般相対性理論的なワープは宇宙船を取り囲む局所的な計量が進行方向へシフトすれば達成されるため、そのような結論を得られるのであればアルクビエレが考案したような計量に拘る必要はない。そのようなバブル計量として、たとえばJose Natarioが発表したものがある。この計量においては前方の空間が半径方向に収縮しつつそれと直角な方向に膨張し、後方の空間が半径方向に膨張しつつそれと直角な方向に収縮する。
また、ワープバブルの考案において場の量子論を用いた新しい試みも為されている。それが2007年にRichard ObousyとGerald Cleaverによって発表された論文である。Obousy達の理論は、M理論などの一般相対性理論を高次元に拡張したカルツァ＝クライン理論の表記形式から計算されたカシミール効果から定まる真空のエネルギー {\displaystyle \langle E_{vac}\rangle \,} と宇宙定数 {\displaystyle \Lambda \,} との間の関係から、超弦理論に登場するミクロにコンパクト化された余剰次元の半径 {\displaystyle R_{extra}\,} と宇宙定数 {\displaystyle \Lambda \,} との間に成立する関係を導くことが主な目的である。Obousy達の計算によると、その関係は次のようになる。
{\displaystyle \langle E_{vac}\rangle =-{\frac {\pi ^{2}}{R_{extra}^{4}}}\left[{\frac {(2+n)(3+n)}{2}}-1\right][\zeta (0)]^{n-1}\zeta ^{\prime }(4),}
{\displaystyle \langle E_{vac}\rangle =\Lambda \propto {\frac {1}{R_{extra}^{4}}}.}
{\displaystyle n\,} は余剰次元の次元数であり、 {\displaystyle \zeta \,} はゼータ関数である。ここで更に宇宙膨張の尺度を与えるハッブル定数 {\displaystyle H\,} との関係を考察すると次のように表される。
{\displaystyle H\propto {\sqrt {\Lambda }},}
{\displaystyle H\propto {\frac {1}{R_{extra}^{2}}}.}
つまり、余剰次元の半径を何らかのメカニズムを用いて変化させることができれば局所的にハッブル定数を変化させることが数式上は可能である。この関係から {\displaystyle R_{extra}\,} を小さくする、すなわち余剰次元を収縮させれば膨張の尺度であるハッブル定数 {\displaystyle H\,} が急激に増大する、すなわち時空が膨張することが言える。逆に余剰次元を膨張させれば時空は収縮する。更にこのような膨張と収縮の関係は宇宙定数 {\displaystyle \Lambda \,} がゼロであっても成立することをObousy達は示している。つまり余剰次元の存在が確認され、かつ余剰次元のサイズを操作する何らかの方法が見つかれば、ワープバブル内の宇宙船はバブルの内側からバブルの運動を操作できる。

この論文で考察されているワープバブルの移動原理はアルクビエレ・ドライブと同じであるが、最も特筆すべきはそのバブル作成に要するエネルギー量である。現在予想されているハッブル定数と宇宙定数の値を用いると、光速度で膨張するワープバブル時空の持つ宇宙定数の値は {\displaystyle \Lambda _{c}=10^{42}\ J/m^{3}\,} であり、宇宙船を1辺 {\displaystyle 10\ m\,} のキューブ状と設定するとその体積は {\displaystyle V_{craft}=1000\ m^{3}\,} なので、ワープバブルの有するエネルギーは {\displaystyle E_{c}=10^{45}\ J\,} と計算される。これを質量に換算すると木星質量ほどであり、マクロスケールのワープバブルであるにもかかわらず必要エネルギーが惑星質量の単位まで削減されていることがわかる。仮にPfenning達の設定と同じく半径 {\displaystyle 100\ m\,} の球体をワープさせると仮定しても、必要エネルギーは太陽質量の数倍程度である。

また、余剰次元の半径 {\displaystyle R_{extra}\,} の縮小限界はプランク長であるので、このワープには限界スピードが存在する。 {\displaystyle R_{extra}\,} をプランク長にまで縮小した場合の限界速度は光速度の {\displaystyle 10^{32}\,} 倍であり、この速度は宇宙全体を {\displaystyle 10^{-15}\,} 秒ほどの時間で横断できる速度である。ただしその場合の必要エネルギーは {\displaystyle 10^{99}\ {\mbox{kg}}\,} であり、これは宇宙に存在する観測可能なエネルギーよりもはるかに大きい。